# Wasserturm Köln
Der von 1868 bis 1872 erbaute denkmalgeschützte ehemalige Wasserturm im Kölner Stadtteil Altstadt-Süd gehört zu den ältesten erhaltenen Wassertürmen und wird seit 1990 als Luxushotel genutzt.

## Baugeschichte

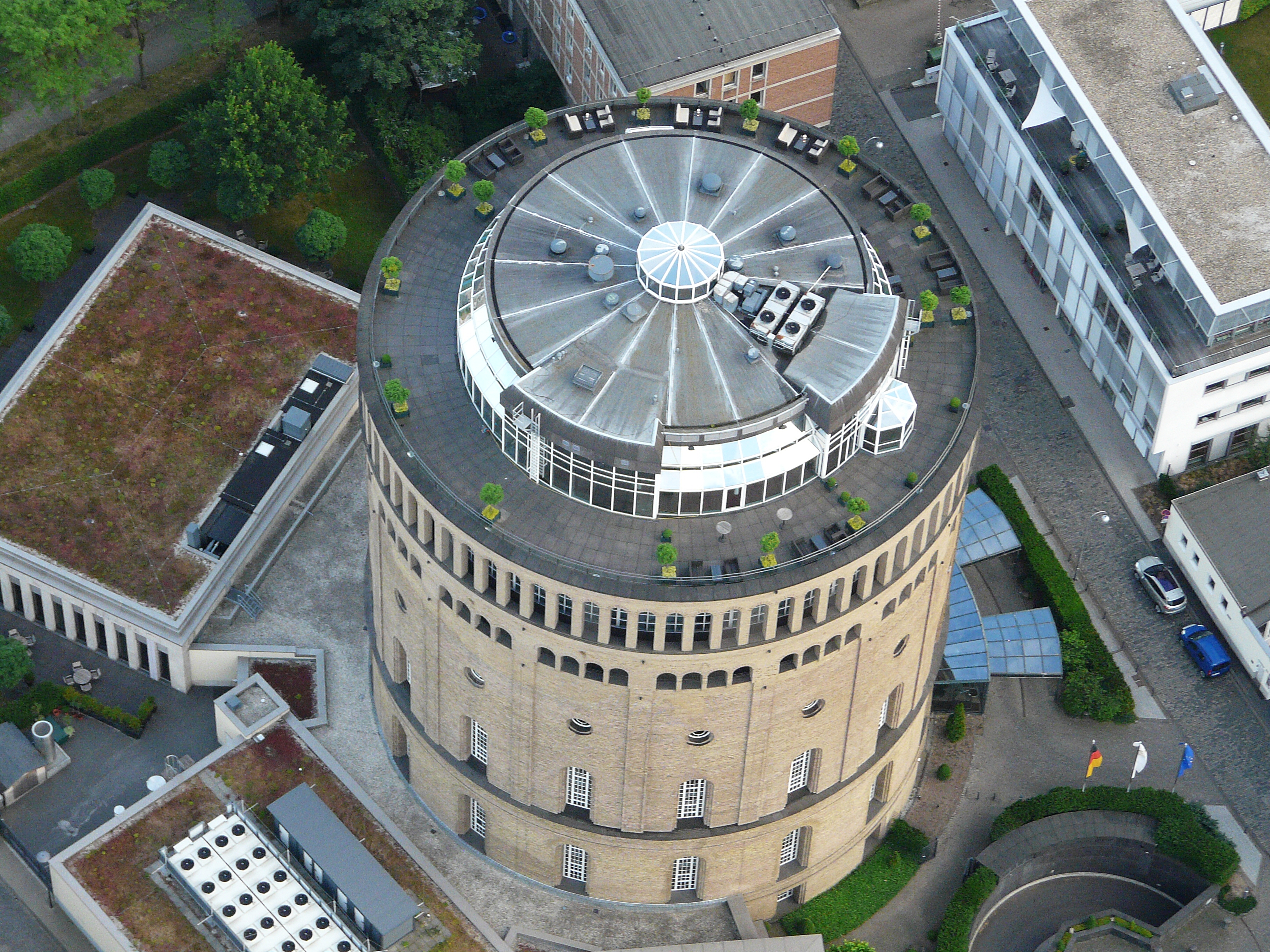
Hotel im Wasserturm, Luftansicht (2010)

Die ständig steigende Einwohnerzahl der Stadt Köln erforderte eine verbesserte Trinkwasserversorgung. Zusammen mit dem Wasserwerk Alteburg (Bonner Straße) sollte der Wasserturm als aufeinander abgestimmte Wasserwerke erstmals in Köln seit der Römerzeit zentral die Wasserversorgung innerhalb der Stadt regeln. Deshalb erhielt am 12. Mai 1864 der Londoner Ingenieur John Moore zum Preis von 2.000 Talern den Zuschlag für die Konzeption eines Wasserturms. Sein Vorschlag sah eine Kapazität von 500.000 Kubikfuß (15.460 Kubikmeter) vor, womit 170.000 Einwohner versorgt werden könnten. Die tatsächliche Bauausführung nach dem Baubeginn im September 1868 fiel dann jedoch wesentlich kleiner aus. Der zylinderförmige Wasserturm in der Kölner Kaygasse 2 wurde 35,6 Meter hoch mit einem Durchmesser von 34 Metern und fasste 3.650 Kubikmeter Wasser. Dieser Wasserbehälter befand sich in 25 Meter Höhe und bestand aus geschmiedeten und genieteten Stahlblechen. Mit diesem Fassungsvermögen war er nicht nur der zuletzt erstellte, sondern auch der größte Flachbodenbehälter Deutschlands. Gleichzeitig erhielt der Kölner Wasserturm als erster in Deutschland einen Doppelbehälter (also einen inneren und äußeren, konzentrischen Behälter). Das Gebäude diente als Tragwerk für den aufliegenden äußeren Wasserbehälter. Das innere Stützsystem hatte die Aufgabe, den Wasserbehälter zu tragen und bestand aus Radial- und Ringmauerabschnitten. Bei seiner Fertigstellung 1872 war er der größte Wasserturm Europas. Die Gestaltungsmerkmale sind sowohl der rheinischen Romanik als auch dem Klassizismus entlehnt. Er ist ein Backsteinrundbau („kölsche Engelsburg“ genannt) mit zurückgesetztem obersten Galeriegeschoss, durch Rundfenster und Blendbogen gegliedert. Der Wasserturm diente noch bis etwa 1930 der Frischwasserversorgung und war die erste zentrale Wasserversorgung im Rheinland.

## Verwendung nach dem Zweiten Weltkrieg

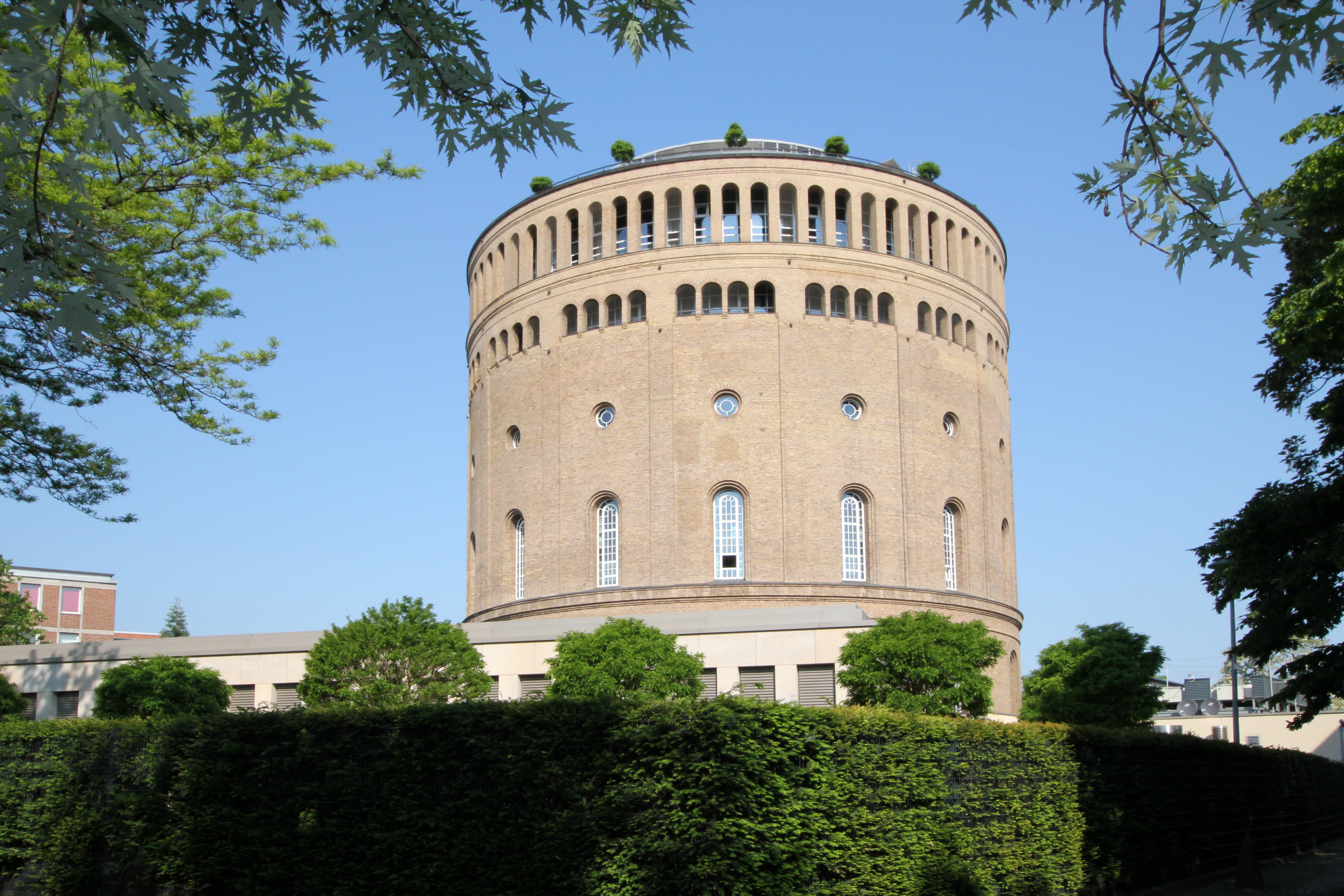
Hotel im Wasserturm (2011)

Während des Zweiten Weltkriegs wurde er beschädigt. Unter Fortfall des Aufsatzgeschosses verblieb eine Höhe von 27 Metern. Erste Planungen sahen eine Umwandlung in ein „Roboter-Parkhaus“ vor, was jedoch nicht realisiert wurde. So blieb viele Jahre hinweg der ehemalige Wasserturm eine „hässliche Ruine“. Schließlich fanden sich 1985 Investoren, die für einen Aufwand von 20 Millionen DM den Umbau zu einem Luxushotel planten. Der auf Hotellerie spezialisierte Kölner Architekt Konrad L. Heinrich begann 1985 mit dem Umbau und berücksichtigte baudenkmalpflegerische Vorgaben wie die Wiederherstellung der Dacharkaden und die Einhaltung der tektonisch strengen Form. Am 11. Januar 1990 erfolgte die Fertigstellung des ungewöhnlichsten Hotels in Köln. Es handelt sich um ein Fünf-Sterne Superior Luxushotel mit insgesamt 88 Zimmern (44 Doppelzimmer, 10 Einzelzimmer und 34 Suiten). Es verfügt über sieben Veranstaltungsräume mit einer Größe bis 244 m², die Lobby ist elf Meter hoch und mit begehbaren Brückenverbindungen ausgestattet. Die Interieurs stammen von der Pariser Designerin Andrée Putman (* 1925, † 2013). Betreiber war die „Hotel im Wasserturm GmbH & Co. KG“. Im März 2018 wurde das Hotel von der Leipziger Vicus Group AG erworben.
In der als gläsernen Haube aufgesetzten obersten Etage war ein mit zwei Michelin-Sternen und 18 Gault-Millau-Punkten ausgezeichnetes Gourmet-Restaurant untergebracht, das jedoch aus Rentabilitätsgründen im Juli 2013 schließen musste. Im August 2014 eröffnete das Restaurant „Himmel un Äd“ und erhielt bereits im November 2014 einen Michelin-Stern.
Seit 2019 wird das Hotel im Wasserturm von der GCH Hotel Group betrieben.

## Baudenkmal
Es handelt sich um ein Baudenkmal im Sinne von § 2 Abs. 1 und 2 des Denkmalschutzgesetzes (DSchG NW). Die amtliche Begründung lautet: „Das für die Qualifizierung als Baudenkmal notwendige öffentliche Interesse ist gegeben, da dieses Denkmal sowohl bedeutend für die Geschichte des Menschen und für Städte und Siedlungen ist als auch künstlerische, wissenschaftliche und städtebauliche Gründe für seine Erhaltung und Nutzung vorliegen.“ Zwei Jahre vor dem Umbau in ein Hotel wurde der Wasserturm mit dem 1. September 1983 unter Denkmalschutz gestellt; siehe die Liste der Baudenkmäler im Kölner Stadtteil Altstadt-Süd (Denkmal-Nummer 1599).